# Bruno von Uthmann
Bruno Max Victor Ferdinand von Uthmann  (* 17. April 1891 in Berlin; † 8. Juni 1978 in Bergedorf) war ein deutscher Generalleutnant und Militärattaché in Stockholm.

## Leben

### Familie
Bruno war Angehöriger des schlesischen Adelsgeschlechts von Uthmann. Seine Eltern waren der spätere preußische Generalleutnant Paul von Uthmann (1857–1918) und dessen Ehefrau Brunhilde, geborene von Meerheimb (1869–1901).

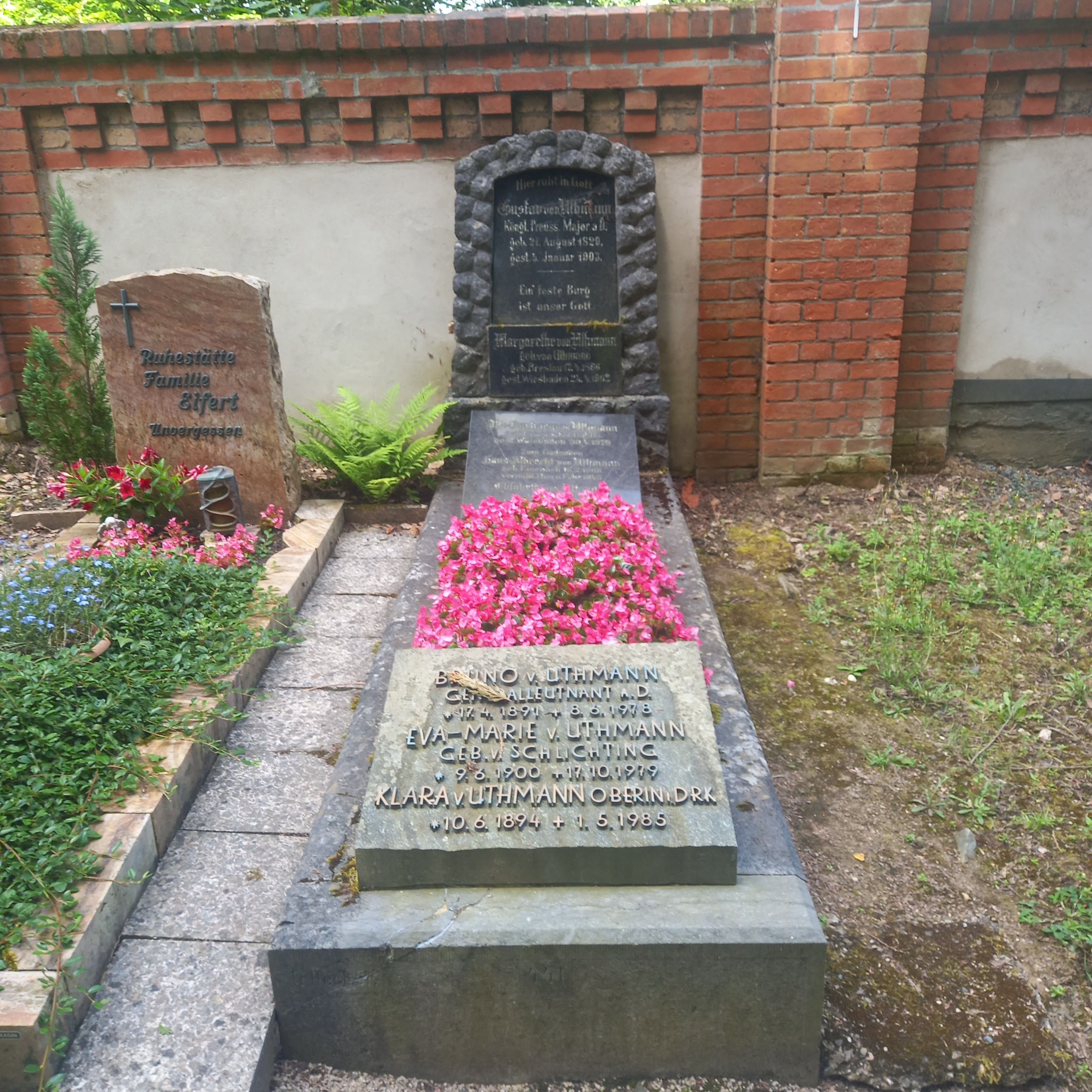
Das Grab von Bruno von Uthmann und seiner Ehefrau Eva-Marie geborene von Schlichting auf dem Nordfriedhof (Wiesbaden)

### Werdegang
Uthmann wechselte 1905 von der Schulausbildung in das Kadetteninstitut in Naumburg. Zwei Jahre später setzte er diese Ausbildung in Berlin-Lichterfelde fort. Im Jahr 1909 beendete er die Kadettenausbildung erfolgreich und trat danach als Fähnrich in das Kaiser Alexander Garde-Grenadier-Regiment Nr. 1 der Preußischen Armee ein. Nach dem Besuch der Kriegsschule wurde er zum Leutnant befördert. Mit dem Regiment nahm er am Ersten Weltkrieg teil und war zuletzt im Generalstab der 121. Infanterie-Division tätig. Seine Leistungen wurden durch die Verleihung beider Klassen des Eisernen Kreuzes sowie des Bayerischen Militärverdienstordens IV. Klasse gewürdigt.
Nach Übernahme in die Reichswehr wurde er Hauptmann im Generalstab der 3. Division und Adjutant Seeckts. Im August 1934 erfolgte in Kolberg, beim 4. Infanterie-Regiment seine Vereidigung auf Adolf Hitler. Ab seiner Beförderung zum Oberst am 1. November 1935 war er an der Wehrmachtsakademie in Berlin und wurde von dort nach einem Jahr zum Generalstab des Heeres im Oberkommando des Heeres (OKH) abkommandiert. Danach war er ab 1936 als Chef des Kommandostabes bei der Kriegsakademie eingesetzt.
Am 1. September 1938 wurde er vom OKH als Militärattaché an die Deutschen Botschaft in Stockholm entsandt. Sein Zuständigkeitsbereich umfasste dabei auch Dänemark und Norwegen. Eigentlich hätte sein Mandat ab der deutschen Besetzung von Dänemark und Norwegen im April 1940 bzw. Juni 1940 erlöschen müssen, aber er war weiterhin in diesem Part auch für die Gesandtschaft in Kopenhagen und das Territoriums von Norwegen zuständig. Nach dem Tod des Luftattachés von Norwegen, Eberhard Spiller (1905–1940) übernahm er auch diese Position ab 1940 mit. Obwohl einem Diplomatischen Attaché nachrichtendienstliche Tätigkeit im Gastland untersagt war, wurde ihm der Leiter der Kriegsorganisation (KO) der Abwehr in Schweden, Hans Wagner (Deckname: Dr. Neumann) ab 1941 unterstellt.
Bestattet ist Uthmann auf dem Wiesbadener Nordfriedhof.